# イナリ・ヴァックス
イナリ・ヴァックス（Inari Vachs、1974年9月2日 - ）は、アメリカ合衆国の元ポルノ女優。

## 来歴
ミシガン州出身、両親はともにセルビア人である。彼女はポルノ業界に入る以前からポルノ映画のファンだったという。保険会社などのOLを務めた後、南カリフォルニアに居を移し1997年11月に23歳でポルノ映画デビュー。
彼女の芸名の「イナリ」は、流れるような長い髪の女性として描かれた日本の神「稲荷」の絵から付けられた。また「ヴァックス」は彼女が好きな作家アンドリュー・ヴァクスから付けられている。
2013年以降は活動していない。

## 受賞
- 1999年 - XRCO Female Performer of the Year[4]
- 1999年 - XRCO Best Single Performance, Actress - 『The Awakening』[4]
- 2000年 - AVN Female Performer of the Year[5]
- 2000年 - XRCO Best Orgasmic Oralist[4]
- 2001年 - AVN Best Anal Sex Scene（映画） - 『Facade』(ランディ・スピアーズと)[5]
- 2001年 - AVN Best Couples Sex Scene（ビデオ） - 『West Side』(レキシントン・スティールと)[5]
- 2001年 - XRCO Best Girl-Girl Sex Scene - 『No Man's Land 33』(ジュエル・デ・ナイルと)[4]
- 2010年 - XRCO殿堂顕彰
- 2012年 - AVN殿堂顕彰